# Värmlands län
Värmlands län (provincie Värmland) is een provincie van Zweden, gelegen in het westen van de regio Svealand. Ze grenst in het noorden aan Dalarnas län, in het oosten aan Örebro län, in het zuiden aan Västra Götalands län en in het westen aan de Noorse provincies Østfold, Akershus en Hedmark. De hoofdstad van Värmlands län is Karlstad.
De oppervlakte van de provincie bedraagt 17.583 km², wat 4,3% van de totale oppervlakte van Zweden is. In 2021 telde Värmlands län 283.115 inwoners.

## Gemeenten
In Värmlands län liggen de volgende gemeenten:
| - Årjäng - Arvika - Eda - Filipstad - Forshaga - Grums | - Hagfors - Hammarö - Karlstad - Kil - Kristinehamn | - Munkfors - Säffle - Storfors - Sunne - Torsby |

## Bestuur
Värmlands län heeft, zoals alle Zweedse provincies, een meerduidig bestuur. Binnen de provincie vertegenwoordigt de landshövding de landelijke overheid. Deze heeft een eigen ambtelijk apparaat, de länsstyrelse. Daarnaast bestaat de landsting, dat feitelijk een eigen orgaan is naast het län, en dat een democratisch bestuur, de landstingsfullmäktige, heeft dat om de vier jaar wordt gekozen.

### Landshövding
De vertegenwoordiger van de rijksoverheid in Värmlands län is sinds december 2019 Georg Andrén.

### Landsting
De Landsting, formeel Värmlands läns landsting, wordt bestuurd door de landstingsfullmäktige. Sinds 1976 bestaat deze uit 81 leden. Uit hun midden kiezen de leden een dagelijks bestuur, de landstingsstyrelsen. Värmland heeft een coalitie bestaande uit de burgerlijke partijen (Centrumpartij, Liberalen, Christendemocraten en Moderaterna), aangevuld met de Groenen en de lokale Sjukvårdspartiet. In het dagelijks bestuur heeft de coalitie 9 leden en de oppositie 8 leden.
Bij de laatste verkiezingen, in 2018, was de zetelverdeling:
- Vänster (V): 6 zetels
- Arbeiderspartij (S): 28 zetels
- Groenen (MP): 2 zetels
- Sverigedemokraterna (SD): 10 zetels
- Sjukvårdspartiet i Värmland: 6 zetels
- Centrum (C): 8 zetels
- Liberalerna (L): 4 zetels
- Christendemocraten (KD): 5 zetels
- Moderaterna (M): 12 zetels